# Heiligegeiststraße 22 (Quedlinburg)

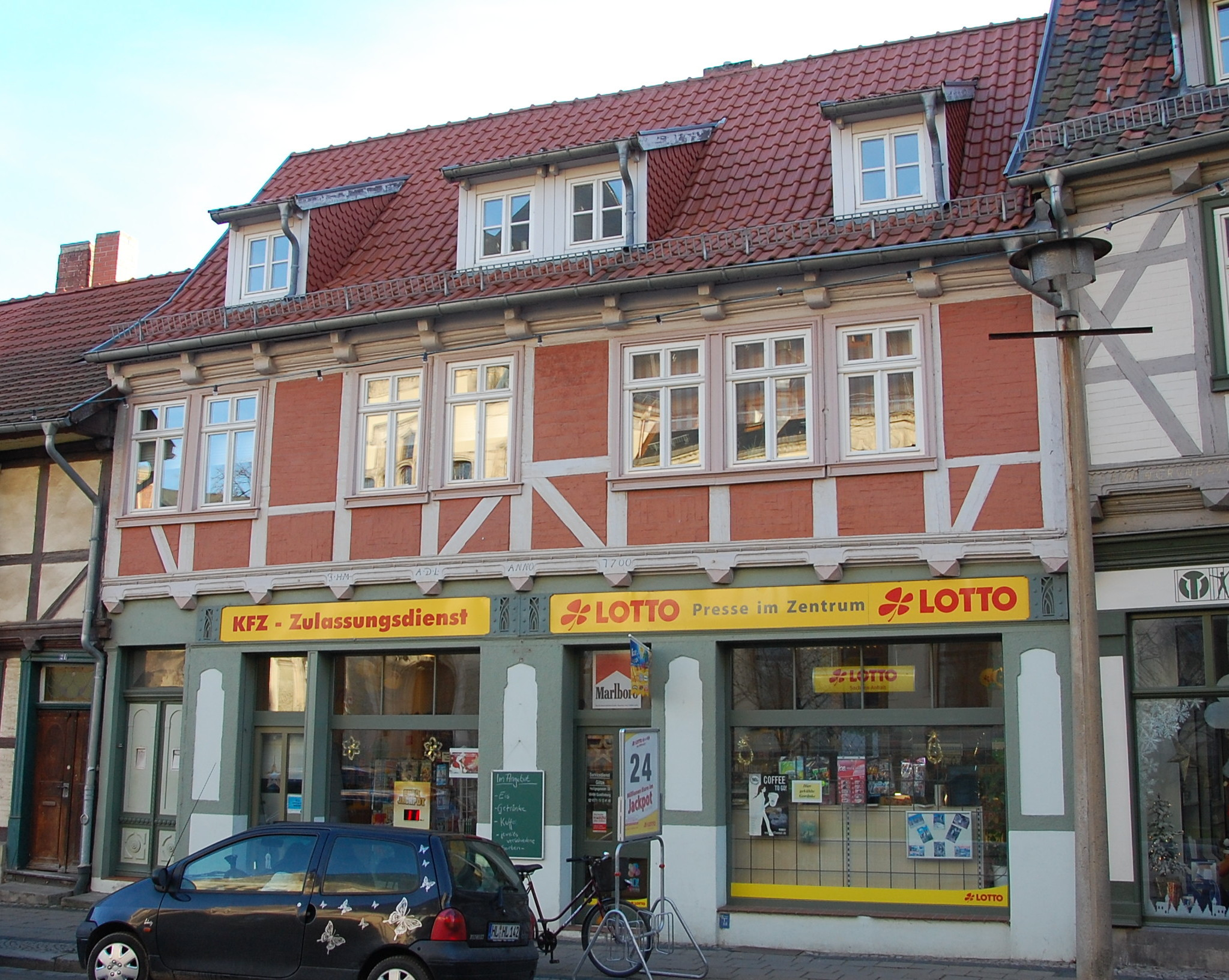
Haus Heiligegeiststraße 22

Das Haus Heiligegeiststraße 22 ist ein denkmalgeschütztes Gebäude in der Stadt Quedlinburg in Sachsen-Anhalt.

## Lage
Es liegt südlich der historischen Quedlinburger Altstadt auf der Südseite der Heiligegeiststraße. Im Quedlinburger Denkmalverzeichnis ist es als Wohnhaus eingetragen. Östlich grenzt das gleichfalls denkmalgeschützte Haus Heiligegeiststraße 20, 21, westlich das Haus Heiligegeiststraße 23 an.

## Architektur und Geschichte
Das zweigeschossige Fachwerkhaus entstand nach einer Bauinschrift im Jahr 1700. Am Obergeschoss finden sich für die Bauzeit typische Verzierungen, darunter auch Pyramidenbalkenköpfe. Die Gefache sind mit Zierausmauerungen versehen. Darüber hinaus besteht eine Inschrift sowie ein auf die Bauherren verweisendes Monogramm. Das Untergeschoss des Gebäudes wurde in der Zeit um 1900 in massiver Bauweise erneuert. Im Jahr 1911 wurde im Erdgeschoss ein Ladengeschäft eingebaut.